# Операція «Меркурій» (Сімак)
Операція «Меркурій» (англ. Masquerade) — коротка науково-фантастична повість Кліффорда Сімака, вперше опублікована журналом «Astounding Science Fiction» в березні 1941 року.

## Сюжет
Люди 500 років як висадились на Меркурії, а згодом і побудували там енергетичну станцію, що накопичувала сонячну енергію і передавала на інші планети.
До керівника станції Курта Крейга причепився ділок туристичного бізнесу Норман Пейдж. Він просив дозволу вивести в земний зоопарк одного із представників корінної раси.
Меркуріанці представляли собою кольорові енергетичні кулі, що тільки спостерігали за землянами, часом приймаючи форму предметів з їхніх думок.
Курт відмовив, бо не хотів неприємностей від таємничих меркуріанців для станції, що забезпечувала енергією всі освоєні планети.
В той момент його турбувала доля інженера Кнута Андерсона, що на всюдиході потрапив в сонячну бурю, що на Меркурії призводила до появи локальних спотворень простору.
На Меркурії людей від енергії світла і тепла захищали зеркальні костюми, але проти викривлень простору вони були безсилі.
Тим часом невгамовний Пейдж викрав всюдихід і поїхав на полювання, це було рівноцінно самогубству, оскільки Крейг познімав в них запаси кисню.
Після повернення, Андерсон пішов як звичайно грати в шахи з Кріпі. Той раніше настільки легко вигравав у нього, що обов'язково програвав декілька партій піддаючись, але тепер програв підряд 6 партій.
Ввечері Кріпі поділився цією новиною із Куртом, той занепокоївся і вирішив перевірити всюдиходи, де виявив крадіжку Пейджа.
Взявши один із всюдиходів він вирушив по слідах Кнута, щоб перевірити свою здогадку, і недалеко він мігруючого спотворення простору знайшов його тіло. Одна із кольорових куль прийняла форму Кнута і покликала Курта всередину викривлення, це налякало його і він повернувся на базу.
Там вони з Кріпі в дзеркальних костюмах пішли шукати кулю, що грала роль Кнута, однак виявили тільки виведену з ладу радіостанцію. Як раптом із холодильника почулося жалібне виття, хоча їхній єдиний кіт був біля них.
В цей момент повернувся на всюдиході Пейдж, який привіз дві кулі, які він начебто вполював.
Курт не повірив в його історію і пообіцяв заморозити його киснем з балона. Тоді куля «Пейдж» призналась, що він хотів зачекати зміни персоналу на станції, оскільки вони знали про підозри Курта, але трапилася дуже сприятлива нагода — аж двоє людей потрапили в спотворення, що дало можливість кулям обійти захист костюма.
Курт запропонував їх відпустити та мирно розійтись. І поцікавився причиною їхньої агресії. «Пейдж» розповів, що це зумовлено культурними відмінностями — присутність людей з їхніми думками, відволікає кулі від думання власних думок і призводить до деградації.
В кінці твору Курт пише рапорт про необхідність вивчення меркуріанців для винайдення ефективної захисної зброї проти них, оскільки війна неминуча.